# Giải bóng đá vô địch quốc gia Tajikistan 2014
Giải bóng đá vô địch quốc gia Tajikistan 2014 là mùa giải thứ 23 của Giải bóng đá vô địch quốc gia Tajikistan, giải bóng đá cao nhất của Liên đoàn bóng đá Tajikistan. Ravshan Kulob là đương kim vô địch, khi giành chức vô địch mùa giải trước. Mùa giải khởi tranh ngày 12 tháng 4 năm 2014.

## Đội bóng
| Đội bóng                | Địa điểm     | Địa điểm                            | Sức chứa |
| ----------------------- | ------------ | ----------------------------------- | -------- |
| CSKA Pomir Dushanbe     | Dushanbe     | Sân vận động CSKA                   | 7.000    |
| Energetik Dushanbe      | Dushanbe     |                                     |          |
| Daleron-Uroteppa        | Istaravshan  | Istravshan Arena                    | 20.000   |
| Istiklol                | Dushanbe     | Sân vận động Pamir                  | 24.000   |
| Khayr Vahdat            | Vahdat       |                                     |          |
| Khujand                 | Khujand      | Sân vận động 20-Letie Nezavisimosti | 20.000   |
| Parvoz Bobojon Ghafurov | Ghafurov     |                                     |          |
| Ravshan                 | Kulob        | Sân vận động Trung tâm Kulob        | 20.000   |
| Regar-TadAZ             | Tursunzoda   | Sân vận động Metallurg 1st District | 20.000   |
| Vakhsh                  | Qurghonteppa | Sân vận động Tsentralnyi            | 10.000   |

## Bảng xếp hạng
| VT | Đội                   | ST | T  | H | B  | BT | BB | HS  | Đ  | Giành quyền tham dự hoặc xuống hạng |
| -- | --------------------- | -- | -- | - | -- | -- | -- | --- | -- | ----------------------------------- |
| 1  | Istiqlol Dushanbe (C) | 18 | 16 | 2 | 0  | 65 | 10 | +55 | 50 | Cúp AFC 2015                        |
| 2  | Khayr Vahdat FK       | 18 | 11 | 2 | 5  | 27 | 17 | +10 | 35 | Vòng loại play-off Cúp AFC 2015     |
| 3  | FK Daleron-Uroteppa   | 18 | 9  | 6 | 3  | 20 | 11 | +9  | 33 |                                     |
| 4  | FK Khujand            | 18 | 9  | 5 | 4  | 24 | 17 | +7  | 32 |                                     |
| 5  | Parvoz                | 18 | 8  | 1 | 9  | 28 | 35 | −7  | 25 |                                     |
| 6  | Regar-TadAZ           | 18 | 5  | 5 | 8  | 25 | 27 | −2  | 20 |                                     |
| 7  | Energetik Dushanbe    | 18 | 5  | 4 | 9  | 17 | 30 | −13 | 19 |                                     |
| 8  | CSKA Pamir Dushanbe   | 18 | 3  | 6 | 9  | 14 | 27 | −13 | 15 |                                     |
| 9  | Vakhsh                | 18 | 4  | 2 | 12 | 12 | 32 | −20 | 14 |                                     |
| 10 | Ravshan Kulob         | 18 | 2  | 3 | 13 | 18 | 44 | −26 | 9  |                                     |

### Kết quả
| Nhà \ Khách[1]          | CSKA | ENG | DAU | IST | KHJ | KVD | PBG | RAV | RAZ | VAK |
| CSKA                    |      | 0–2 | 1–1 | 0–3 | 0–0 | 2–2 | 3–1 | 2–1 | 0–3 | 4–3 |
| Energetik               | 0–0  |     | 0–3 | 0–3 | 0–3 | 0–2 | 1–0 | 2–2 | 3–0 | 0–1 |
| Daleron-Uroteppa        | 1–0  | 1–1 |     | 0–3 | 1–0 | 0–0 | 2–0 | 1–0 | 2–0 | 2–0 |
| Istiklol                | 4–0  | 2–2 | 1–1 |     | 4–0 | 5–1 | 5–1 | 9–1 | 1–0 | 8–0 |
| Khujand                 | 1–0  | 2–0 | 0–0 | 0–2 |     | 1–0 | 3–3 | 1–0 | 3–1 | 1–0 |
| Khayr Vahdat            | 1–0  | 3–0 | 1–0 | 2–3 | 2–0 |     | 1–0 | 3–1 | 2–1 | 2–0 |
| Parvoz Bobojon Ghafurov | 2–1  | 3–0 | 1–2 | 0–5 | 0–4 | 2–1 |     | 5–2 | 2–1 | 1–0 |
| Ravshan                 | 0–0  | 0–2 | 1–0 | 1–2 | 2–3 | 1–2 | 2–5 |     | 0–0 | 1–0 |
| Regar-TadAZ             | 1–1  | 2–4 | 2–2 | 1–2 | 1–1 | 1–0 | 2–1 | 5–2 |     | 3–0 |
| Vakhsh                  | 1–0  | 3–0 | 0–1 | 0–3 | 1–1 | 0–2 | 0–1 | 2–1 | 1–1 |     |

Cập nhật lần cuối: 25 tháng 11 năm 2014.
Nguồn: 
1 ^ Đội chủ nhà được liệt kê ở cột bên tay trái.
Màu sắc: Xanh = Chủ nhà thắng; Vàng = Hòa; Đỏ = Đội khách thắng.

## Vua phá lưới
Tính đến Trận đấu diễn ra ngày 16 tháng 11 năm 2014
| Thứ hạng | Cầu thủ              | Câu lạc bộ   | Bàn thắng |
| -------- | -------------------- | ------------ | --------- |
| 1        | Dilshod Vasiev       | Istiqlol     | 15        |
| 2        | Firuz Rakhmatov      | Regar-TadAZ  | 9         |
| 3        | Hossein Sohrabi      | Khayr Vahdat | 8         |
| 4        | Kamil Saidov         | Istiqlol     | 7         |
| 4        | Khurshed Makhmudov   | Istiqlol     | 7         |
| 6        | Rustamov Nowruz      | Ravshan      | 6         |
| 6        | Alya Sylla           | CSKA         | 6         |
| 6        | Farhad Tokhiri       | Parvoz       | 6         |
| 6        | Fatkhullo Fatkhuloev | Istiqlol     | 6         |
| 6        | Romish Jalilov       | Istiqlol     | 6         |
| 6        | Aydoh Napoleon       | Khayr Vahdat | 6         |
| 6        | Rakhmonov            | Regar-TadAZ  | 6         |